# NGC 70
NGC 70 (ook wel IC 1539, PGC 1194, UGC 174, MCG 5-1-67, ZWG 499.108, ARP 113 of VV 166) is een spiraalvormig sterrenstelsel in het sterrenbeeld Andromeda die op ongeveer 328 miljoen lichtjaar afstand van de Aarde staat.
NGC 70 werd op 7 oktober 1855 ontdekt door de Ierse astronoom William Parsons.